# 2024年度香港行政長官施政報告
《2024年度香港行政長官施政報告》是第六屆香港行政長官李家超所發表的第三份施政報告，於2024年10月16日發表，主題為「齊改革同發展　惠民生建未來」。報告沿用綠色為封面。

## 內容摘要

### 全面準確貫徹「一國兩制」　強化政府治理體系
- 充分發揮「一國兩制」制度優勢，秉持維護國家主權、安全和發展利益的最高原則
- 成立四個由司長及副司長領導的跨政策統籌機制
  - 教育、科技和人才委員會
  - 發展低空經濟工作組
  - 發展旅遊熱點工作組
  - 促進銀髮經濟工作組
- 強化公務員治理能力
  - 檢視公務員管理和紀律相關法規
  - 推出「政府治理人才培育計劃」
  - 與內地開展雙向「公務員交流計劃」
- 積極推動政府及公營機構使用人工智能，加速公務數字轉型

### 鞏固提升自身優勢
- 國際金融中心
  - 建立國際黃金交易市場和國際級黃金倉儲設施
  - 以「組合拳」為股票市場引入新資金和產品，包括更多以人民幣計價的產品；優化監管機制，提升效率
  - 善用與國家的貨幣互換協議，增加離岸人民幣流動性
  - 優化「新資本投資者入境計劃」，容許購買高端住宅物業
  - 積極探討適度擴容「債券通」（南向通），深化「互聯互通」
  - 推進保險業尤其是非壽險業務發展，爭取大型企業在港設立專屬自保公司
- 國際航運中心
  - 設立「香港海運港口發展局」，提升研究能力和加強海內外推廣
  - 推出稅務優惠和推動國際大宗商品交易所在港設立認可倉庫，建立大宗商品交易生態圈
  - 推動高增值海運服務發展，包括船舶經紀、融資租賃、海事保險、海事法律及仲裁等
  - 公布《綠色船用燃料加注行動綱領》，加快綠色航運中心建設
  - 完成構建港口智慧系統，促進持份者信息互聯互通，助力智慧港口建設
- 國際貿易中心
  - 構建高增值供應鏈服務中心，服務海內外企業，便利其赴港設立離岸貿易指揮塔
  - 提升香港出口信用保險局的法定最高彌償百分率至95%，推動中國信保落戶香港
  - 積極推動總部經濟，吸引海內外重點企業在港設立總部或分部業務，便利香港公司外國人員到內地「一簽多行」簽注有效期增至最長五年
  - 削減烈酒稅，推動烈酒貿易及相關經濟活動
- 國際航空樞紐
  - 充分利用三跑道系統的處理能力，開拓新航點和航班
  - 擴大「機場城市」規模，打造世界領先新地標
  - 完成「香港國際機場東莞空港中心」第一期建設，超前部署第二期發展，強化航空貨運優勢

### 發展新質生產力
- 制訂香港新型工業中長期發展方案，推動成立「香港新型工業發展聯盟」，促進「政、產、學、研、投」協作
- 推進第三個「InnoHK創新香港研發平台」，聚焦先進製造、材料、能源及可持續發展
- 擴大研究和創科產業投資
  - 設立100億元「創科產業引導基金」，成立母基金，加強引導市場資金投資策略性新興和未來產業
  - 優化「創科創投基金」，調撥15億元成立聯合基金，投資策略性產業的初創企業
  - 推出15億元「研究配對補助金計劃」，擴大研究資助
- 撥款1.8億元推出「創科加速器先導計劃」配對市場資金，吸引海內外專業初創企業服務機構落戶香港
- 制訂低空經濟發展策略和跨部門行動
  - 開拓低空飛行應用場景
  - 制訂相關法規
  - 推動與內地對接
  - 研究部署基礎設備和網絡
- 推動香港成為國際醫療創新樞紐
  - 擴展「1+」審批機制，籌劃成立「香港藥械監管中心」，邁向「第一層審批」
  - 推展建設大灣區臨床試驗協作平台
  - 推動成立「真實世界研究及應用中心」，加快新藥審批上巿
- 加速發展數字貿易，構建金融科技創新生態圈，推動數字經濟發展

### 打造國際高端人才集聚高地
- 成立「教育、科技和人才委員會」，統籌推進教育科技人才融合發展
- 革新各項輸入人才機制
  - 更新「人才清單」
  - 擴大「高端人才通行證計劃」大學名單
  - 引進人力極短缺的指定技術工種專才
  - 通過「優秀人才入境計劃」，主動邀請頂尖人才來港發展
  - 延長本港大學內地校園畢業生來港就業試行安排兩年
- 國際專上教育樞紐
  - 設立「香港未來人才深造獎學金計劃」，鼓勵本地學生深造
  - 透過獎學金等吸引境外學生，打造「留學香港」品牌
  - 支持市場彈性改裝商廈，靈活增加學生宿舍供應
  - 預留至少80公頃用地推動「北都大學教育城」
- 增加居屋抽籤號碼和第二市場配額，支持青年購買資助出售單位
- 在啟德社區隔離設施設立「青年驛站」和改裝青年廣場，擴展青年空間和網絡

### 文體旅融合發展　推動多元經濟
- 推動多元及國際化文創產業發展，並公布《文藝創意產業發展藍圖》
- 西九文化區領頭建設香港文創產業鏈，推動文創旅遊，並藉此優化其財務可持續性
- 優化運動員資助機制和改革體育總會管治，繼續以「普及化、精英化、盛事化、專業化和產業化」推動體育發展
- 明年啟用啟德體育園，成為體育和盛事地標
- 公布《香港旅遊業發展藍圖2.0》，打造香港成為首選旅遊目的地
- 成立「發展旅遊熱點工作組」，加強跨部門統籌和結合社會力量，發掘和建設旅遊熱點
- 加大支援中小企
  - 再推「還息不還本」，讓中小企靈活周轉資金
  - 向「BUD專項基金」注資10億元，協助企業升級轉型
  - 擴大「數碼轉型支援先導計劃」至旅遊及個人服務界
  - 增撥5億元推出「定期展覽獎勵計劃2.0」
  - 成立「促進銀髮經濟工作組」，循消費、產業、品質保證、財務保障安排及生產動力五個範疇推出措施
- 創新機制推進北部都會區發展
  - 試行由發展商綜合開發的「片區開發」模式
  - 由政府成立和牽頭的公司制訂試點產業園區的發展和營運策略
- 年底前公布《河套深港科技創新合作區香港園區發展綱要》，提出促進兩地園區互通的創新政策

### 造地建屋　發展安居
- 未來五年的總公營房屋供應達189,000個單位，較該屆政府上任時增加約80%
- 立法制訂住宅樓宇分間單位出租制度，有序解決「劏房」問題
- 完善置業階梯
  - 逐步增加資助出售單位的供應比例
  - 增加屢次向隅者購買資助出售單位機會
  - 收緊公屋富戶政策，增加居屋綠表比例，鼓勵公屋租戶購買居屋
- 大力精簡土地發展程序，繼續拆牆鬆綁、善用科技和業界資源，減低建造成本
- 「香港建築科技研究院」促進建築科技研發與應用，對接國標港標，帶領業界創新
- 積極推進《香港主要運輸基建發展藍圖》

### 深化醫療體系改革
- 全面審視醫療體系的定位和目標，改革醫院管理局、衞生署和基層醫療署的權責和分工
- 全方位推進基層醫療發展
  - 立法賦權基層醫療署設立質素保證及監察機制
  - 重整母嬰健康及家庭計劃服務，促進健康生育
  - 推出社區藥房計劃和針對常見癌症以風險為本的篩查試驗計劃
- 為公私營醫療系統編製質素指標，並探討就私營醫療收費透明度立法
- 支持本地大學籌建第三所醫學院，並於北部都會區預留用地
- 2025年年內公布《中醫藥發展藍圖》，助力中醫藥國際化
- 加強醫、教、社協作，包括制訂「分層護理模式」，促進市民精神健康

### 構建關愛共融社會
- 照顧長者
  - 增加「廣東院舍照顧服務計劃」的覆蓋範圍，分擔參與長者的醫療費用
  - 增加「長者院舍照顧服務券計劃」服務券總數兩成
  - 推出試驗計劃，資助綜援受助長者入住指定在粵院舍
- 支援照顧者，擴展「地區服務及關愛隊伍—支援長者及照顧者計劃」至全港十八區，主動接觸和識別有需要住戶
- 增加「綜合社區康復中心」服務名額及加強個案管理服務，支援殘疾人士
- 增設多一間少數族裔人士支援服務中心提供傳譯及翻譯服務；加強支援非華語學生的中文學習和家長協助
- 增加資助獨立幼兒中心日間照顧及「鄰里支援幼兒照顧計劃」的服務名額，支援在職家長
- 恆常化地區服務及關愛隊伍（關愛隊），並增加下一期的資助金額五成
- 改革僱員再培訓局，提升至面向整體勞動人口，提供技能為本的培訓課程和策略
- 檢討破產欠薪保障基金、落實法定最低工資「一年一檢」、修訂「連續性合約」規定(將於2026年1月18日起適用)，加強保障僱員
- 持續評估社會對減廢回收的看法和參與度，2025年年中向立法會匯報

## 反應

### 教育
行政長官李家超在《施政報告》中強調了對中小學STEAM教育的大力推動。表示政府已決定成立一個數字教育策略發展督導委員會，旨在促進數字教育的普及與提升。同時，初中科學課程將進行更新，以更好地融入現代教育理念。此外，政府還將提供資源支持教師採用人工智能進行教學實踐。特區政府承諾將繼續與社會各界緊密合作，共同培育更多具備創新科技能力的人才，不僅為國家，也為了香港的長遠發展貢獻力量。

### 科技產業
財政司司長陳茂波指出，施政報告已包含多項創新策略以推動科技產業的成長。他強調，為了促進本地科技行業的繁榮，必須提升整個社會對科學、技術、工程和數學（STEM）領域的普及教育。陳茂波認為，創新科技嘉年華是一個絕佳的平台，不僅能夠為公眾提供參與科普活動的機會，享受樂趣，同時也是一個展示和實現初創企業創新夢想的絕佳場所。通過此活動，參與機構可以向公眾展示其科技成果，促進技術交流與合作，進一步激發創新活力。
創新科技及工業局局長孫東指出，政府的施政報告着重強調了對科技創新產業的強化支持，旨在通過優化"政、產、學、研、投"的整合效率，以實現高效協作。特別關注點在於鼓勵新來港的上市公司加強與本地科研機構和大學的合作，以促進跨行業技術的創新與人才的培養。報告中還提出了設立100億元的創科產業引導基金，以及成立母基金以更好地引導社會資本投入，並重點投資於關鍵的新興和未來產業。特區政府明確表示將繼續扮演創科產業發展的引導角色，並熱忱歡迎國內外的創科企業通過香港的平台實現其規模的擴大和業務的發展。

### 低空經濟
創新科技及工業局局長孫東指，內地在低空經濟領域展現出巨大的發展潛力，特別是在應用場景和技術方面。相比之下，香港在這一領域起步較晚，面臨着法律法規修訂等客觀挑戰。
孫東局長提議，在河套深港合作區實施跨境重要物資運輸的低空經濟方案，這將極大地便利香港與深圳園區之間的物流運輸。低空經濟通常指的是在1000米以下、方圓兩三公里內的空中運輸，其應用前景被廣泛看好，尤其是被視為未來香港低空經濟應用的前沿領域之一。
在實際推行過程中，委員會主席林健鋒強調需關注涉及走私和國家安全等重要議題。商務及經濟發展局局長丘應樺則指出，內地在低空經濟發展方面已有相當長的時間積累，其在法規制定和人才培訓等方面的經驗領先於香港。他表示，目前低空經濟涉及的政策研究範圍廣泛，需要具體深入分析。在未來的會議中，將適當地將議員的意見納入討論，並借鑑內地的實踐作為參考。

### 房屋
《施政報告》的房屋措施刺激樓市近期成交增加。財政司司長陳茂波對此表示，這些措施不會導致樓價急升，並預測即將公佈的第三季經濟數據可能不會呈現樂觀態勢。在被問及是否擔心這會推高樓價時，陳茂波回應稱，考慮到未來土地供應的充足性，以及市場能適時進行調整，樓價的上升風險並不高。

### 強積金
積金局主席劉麥嘉軒認為，強積金「全自由行」的實施標誌着強積金改革進程中的一個重要里程碑，可顯著增強勞工自主性，激發市場競爭，進而為退休人員提供更優質的保障。劉主席進一步指出，取消「對沖」機制和「積金易」平台的全面運作，為「全自由行」的實施奠定了堅實的基礎。

## 外部連結
- 行政長官2024年施政報告 （页面存档备份，存于）